# Premi César 2012

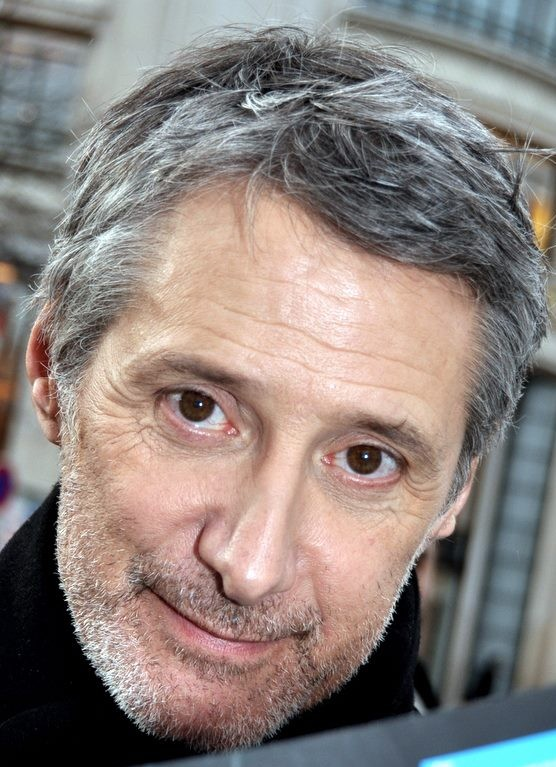
Antoine de Caunes presentatore della cerimonia

La cerimonia di premiazione della 37ª edizione dei Premi César si è svolta il 24 febbraio 2012 al Théâtre du Châtelet di Parigi. È stata presieduta da Guillaume Canet e presentata da Antoine de Caunes. È stata trasmessa da Canal+.
Le candidature sono state rese note il 27 gennaio 2012. Ad ottenerne il maggior numero (tredici) è stato Polisse di Maïwenn.
Nel corso della cerimonia è stato reso omaggio a Annie Girardot, scomparsa il 28 febbraio 2011, la cui immagine campeggia sulla locandina ufficiale della cerimonia, ed è stato consegnato un Premio César onorario a Kate Winslet.
Il film trionfatore è stato The Artist, diretto da Michel Hazanavicius, vincitore di sei riconoscimenti su dieci candidature, compresi quelli per  miglior film e miglior regista.

## Vincitori e candidati
I vincitori sono indicati in grassetto, a seguire gli altri candidati.

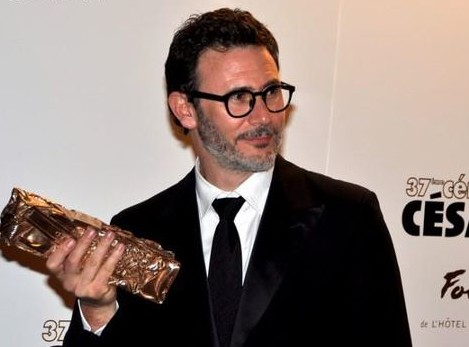
Michel Hazanavicius

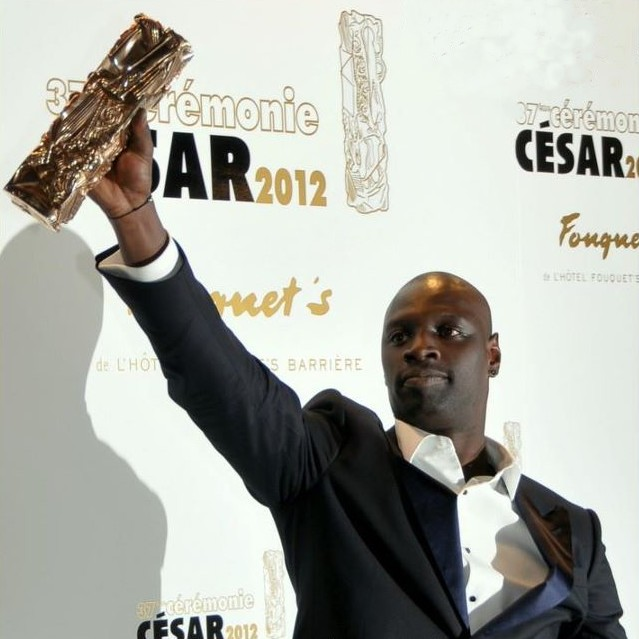
Omar Sy

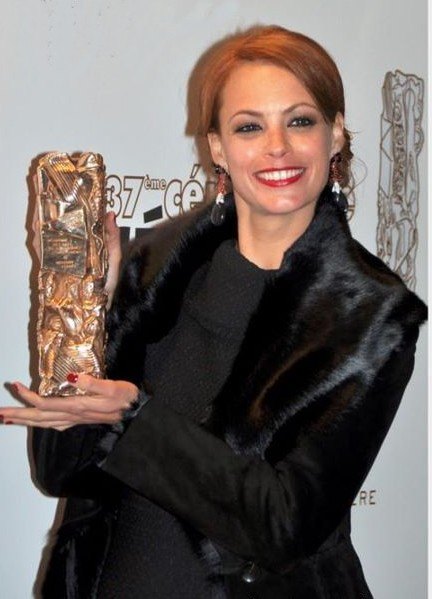
Bérénice Bejo

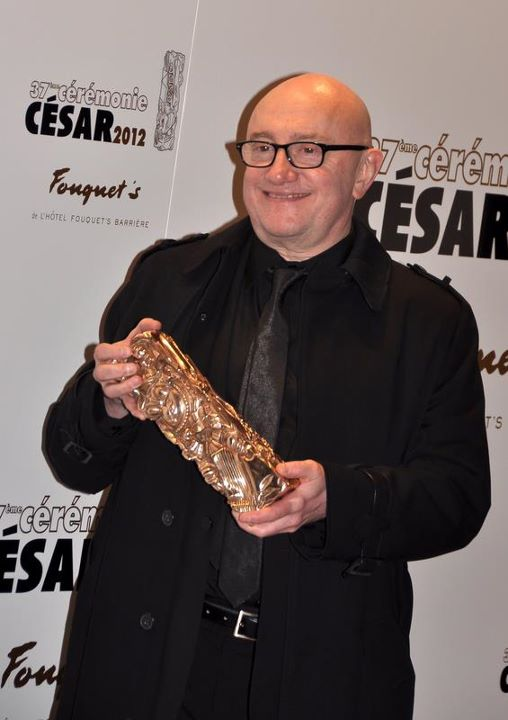
Michel Blanc

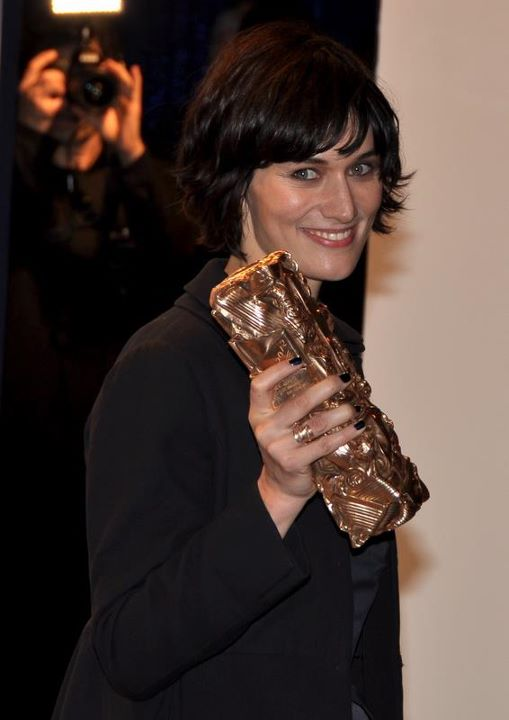
Clotilde Hesme

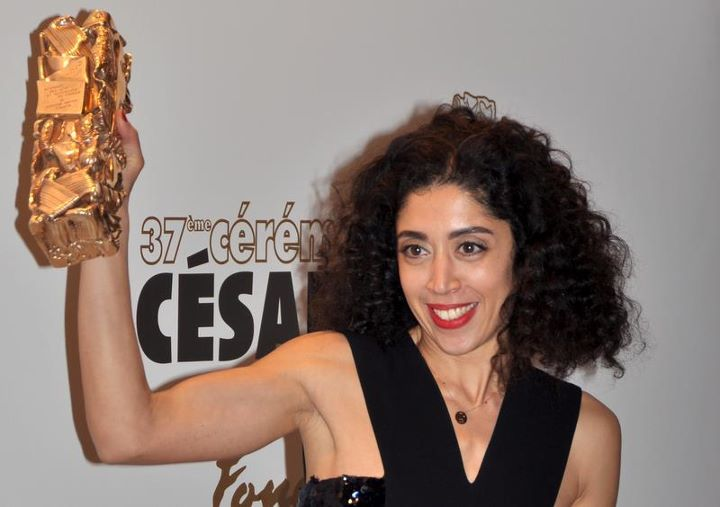
Naidra Ayadi

### Miglior film
- The Artist, regia di Michel Hazanavicius
- Il ministro - L'esercizio dello Stato (L'Exercice de l'État), regia di Pierre Schoeller
- La guerra è dichiarata (La guerre est déclarée), regia di Valérie Donzelli
- Miracolo a Le Havre (Le Havre), regia di Aki Kaurismäki
- Quasi amici - Intouchables (Intouchables), regia di Éric Toledano e Olivier Nakache
- Pater, regia di Alain Cavalier
- Polisse, regia di Maïwenn

### Miglior regista
- Michel Hazanavicius - The Artist
- Alain Cavalier - Pater
- Valérie Donzelli - La guerra è dichiarata (La guerre est déclarée)
- Aki Kaurismäki - Miracolo a Le Havre (Le Havre)
- Maïwenn - Polisse
- Pierre Schoeller - Il ministro - L'esercizio dello Stato (L'Exercice de l'État)
- Éric Toledano e Olivier Nakache - Quasi amici - Intouchables (Intouchables)

### Miglior attore
- Omar Sy - Quasi amici - Intouchables (Intouchables)
- Sami Bouajila - Omar m'a tuer
- François Cluzet - Quasi amici - Intouchables (Intouchables)
- Jean Dujardin - The Artist
- Olivier Gourmet - Il ministro - L'esercizio dello Stato (L'Exercice de l'État)
- Denis Podalydès - La Conquête
- Philippe Torreton - Présumé coupable

### Miglior attrice
- Bérénice Bejo - The Artist
- Ariane Ascaride - Le nevi del Kilimangiaro (Les Neiges de Kilimandjaro)
- Leïla Bekhti - La sorgente dell'amore (La Source des femmes)
- Valérie Donzelli - La guerra è dichiarata (La guerre est déclarée)
- Marina Foïs - Polisse
- Marie Gillain - Tutti i nostri desideri (Toutes nos envies)
- Karin Viard - Polisse

### Migliore attore non protagonista
- Michel Blanc - Il ministro - L'esercizio dello Stato (L'Exercice de l'État)
- Nicolas Duvauchelle - Polisse
- JoeyStarr - Polisse
- Bernard Le Coq - La Conquête
- Frédéric Pierrot - Polisse

### Migliore attrice non protagonista
- Carmen Maura - Le donne del 6º piano (Les femmes du 6e étage)
- Zabou Breitman - Il ministro - L'esercizio dello Stato (L'Exercice de l'État)
- Anne Le Ny - Quasi amici - Intouchables (Intouchables)
- Noémie Lvovsky - L'Apollonide - Souvenirs de la maison close
- Karole Rocher - Polisse

### Migliore promessa maschile
- Grégory Gadebois - Angèle e Tony (Angèle et Tony)
- Nicolas Bridet - Tu seras mon fils
- Guillaume Gouix - Jimmy Rivière
- Pierre Niney - J'aime regarder les filles
- Dimitri Storoge - A Gang Story (Les Lyonnais)

### Migliore promessa femminile
- Naidra Ayadi - Polisse ex aequo Clotilde Hesme - Angèle e Tony (Angèle et Tony)
- Adèle Haenel - L'Apollonide - Souvenirs de la maison close
- Céline Sallette - L'Apollonide - Souvenirs de la maison close
- Christa Théret - La Brindille

### Migliore sceneggiatura originale
- Pierre Schoeller - Il ministro - L'esercizio dello Stato (L'Exercice de l'État)
- Valérie Donzelli e Jérémie Elkaïm - La guerra è dichiarata (La guerre est déclarée)
- Michel Hazanavicius - The Artist
- Maïwenn e Emmanuelle Bercot - Polisse
- Éric Toledano e Olivier Nakache - Quasi amici - Intouchables (Intouchables)

### Migliore adattamento
- Yasmina Reza e Roman Polański - Carnage
- David Foenkinos - La delicatezza
- Vincent Garenq - Présumé coupable
- Olivier Gorce, Roschdy Zem, Rachid Bouchareb e Olivier Lorelle - Omar m'a tuer
- Mathieu Kassovitz, Pierre Geller e Benoît Jaubert - L'Ordre et la morale

### Migliore fotografia
- Guillaume Schiffman - The Artist
- Pierre Aïm - Polisse
- Josée Deshaies - L'Apollonide - Souvenirs de la maison close
- Julien Hirsch - Il ministro - L'esercizio dello Stato (L'Exercice de l'État)
- Mathieu Vadepied - Quasi amici - Intouchables (Intouchables)

### Miglior montaggio
- Laure Gardette e Yann Dedet - Polisse
- Anne-Sophie Bion e Michel Hazanavicius - The Artist
- Laurence Briaud - Il ministro - L'esercizio dello Stato (L'Exercice de l'État)
- Pauline Gaillard - La guerra è dichiarata (La guerre est déclarée)
- Dorian Rigal Ansous - Quasi amici - Intouchables (Intouchables)

### Migliore scenografia
- Laurence Bennett - The Artist
- Alain Guffroy - L'Apollonide - Souvenirs de la maison close
- Pierre-François Limbosch - Le donne del 6º piano (Les femmes du 6e étage)
- Jean Marc Tran Tan Ba - Il ministro - L'esercizio dello Stato (L'Exercice de l'État)
- Wouter Zoon - Miracolo a Le Havre (Le Havre)

### Migliori costumi
- Anaïs Romand - L'Apollonide - Souvenirs de la maison close
- Catherine Baba - My Little Princess
- Mark Bridges - The Artist
- Christian Gasc - Le donne del 6º piano (Les femmes du 6e étage)
- Viorica Petrovici - La sorgente dell'amore (La Source des femmes)

### Migliore musica
- Ludovic Bource - The Artist
- Alex Beaupain - Les Bien-aimés
- Bertrand Bonello - L'Apollonide - Souvenirs de la maison close
- -M- e Patrice Renson - Un Monstre à Paris
- Philippe Schoeller - Il ministro - L'esercizio dello Stato (L'Exercice de l'État)

### Miglior sonoro
- Olivier Hespel, Julie Brenta e Jean-Pierre Laforce - Il ministro - L'esercizio dello Stato (L'Exercice de l'État)
- Pascal Armant, Jean Goudier e Jean-Paul Hurier - Quasi amici - Intouchables (Intouchables)
- Jean-Pierre Duret, Nicolas Moreau e Jean-Pierre Laforce - L'Apollonide - Souvenirs de la maison close
- Nicolas Provost, Rym Debbarh-Mounir ed Emmanuel Croset - Polisse
- André Rigaut, Sébastien Savine e Laurent Gabiot - La guerra è dichiarata (La guerre est déclarée)

### Miglior film straniero
- Una separazione (Jodāyi-e Nāder az Simin), regia di Asghar Farhadi
- Il cigno nero (Black Swan), regia di Darren Aronofsky
- Il discorso del re (The King's Speech), regia di Tom Hooper
- La donna che canta (Incendies), regia di Denis Villeneuve
- Drive, regia di Nicolas Winding Refn
- Melancholia, regia di Lars von Trier
- Il ragazzo con la bicicletta (Le Gamin au vélo), regia di Jean-Pierre e Luc Dardenne

### Migliore opera prima
- Un insolito naufrago nell'inquieto mare d'oriente (Le Cochon de Gaza), regia di Sylvain Estibal
- 17 ragazze (17 filles), regia di Delphine e Muriel Coulin
- Angèle e Tony (Angèle et Tony), regia di Alix Delaporte
- La delicatezza, regia di David Foenkinos e Stéphane Foenkinos
- My Little Princess, regia di Eva Ionesco

### Miglior documentario
- Tous au Larzac, regia di Christian Rouaud
- Le bal des menteurs, regia di Daniel Leconte
- Crazy Horse, regia di Frederick Wiseman
- Ici on noie les Algériens, regia di Yasmina Adi
- Michel Petrucciani - Body & Soul, regia di Michael Radford

### Miglior film d'animazione
- Le Chat du Rabbin, regia di Joann Sfar e Antoine Delesvaux
- Le Cirque, regia di Nicolas Brault
- La queue de la souris, regia di Benjamin Renner
- La tela animata (Le Tableau), regia di Jean-François Laguionie
- Un mostro a Parigi (Un Monstre à Paris), regia di Bibo Bergeron

### Miglior cortometraggio
- L'accordeur, regia di Olivier Treiner
- La France qui se lève tôt, regia di Hugo Chesnard
- J'aurais pu être une pute, regia di Baya Kasmi
- Je pourrais être votre grand-mère, regia di Bernard Tanguy
- Un monde sans femmes, regia di Guillaume Brac

### Premio César onorario
- Kate Winslet